# Sprängört
Sprängört (Cicuta virosa) är en flerårig växt som tillhör familjen flockblommiga växter (Apiaceae). Den kommer ursprungligen från norra och centrala Europa, norra Asien och nordvästra Amerika. Framför allt växer den i våtmarker av olika slag, dess utbredning i Norden är över nästan hela regionen utom i fjälltrakter samt längst i norr. Hela växten är mycket giftig, i synnerhet den tjocka rotstammen. Släktnamnet är Cicuta L. där det ingår åtta arter, varav en finns i Sverige.  Det finns två underarter i Sverige, vanlig sprängört (var. virosa) samt smal sprängört (var. angustifolia). Vanlig sprängört är ofta mer storvuxen och har en mer omfattande blomställning med fler småflockar. Cicuta är släktesnamnet och kommer från det fornlatinska namnet för odört. Virosus är latin och betyder giftig.
Sprängört är känd för att vara en av de giftigaste örterna som finns i den svenska floran. Den första upptäckten som gjordes i landet var på 1600-talet och den tros ha spridit sig naturligt. Linné namngav och beskrev den 1735.

## Beskrivning

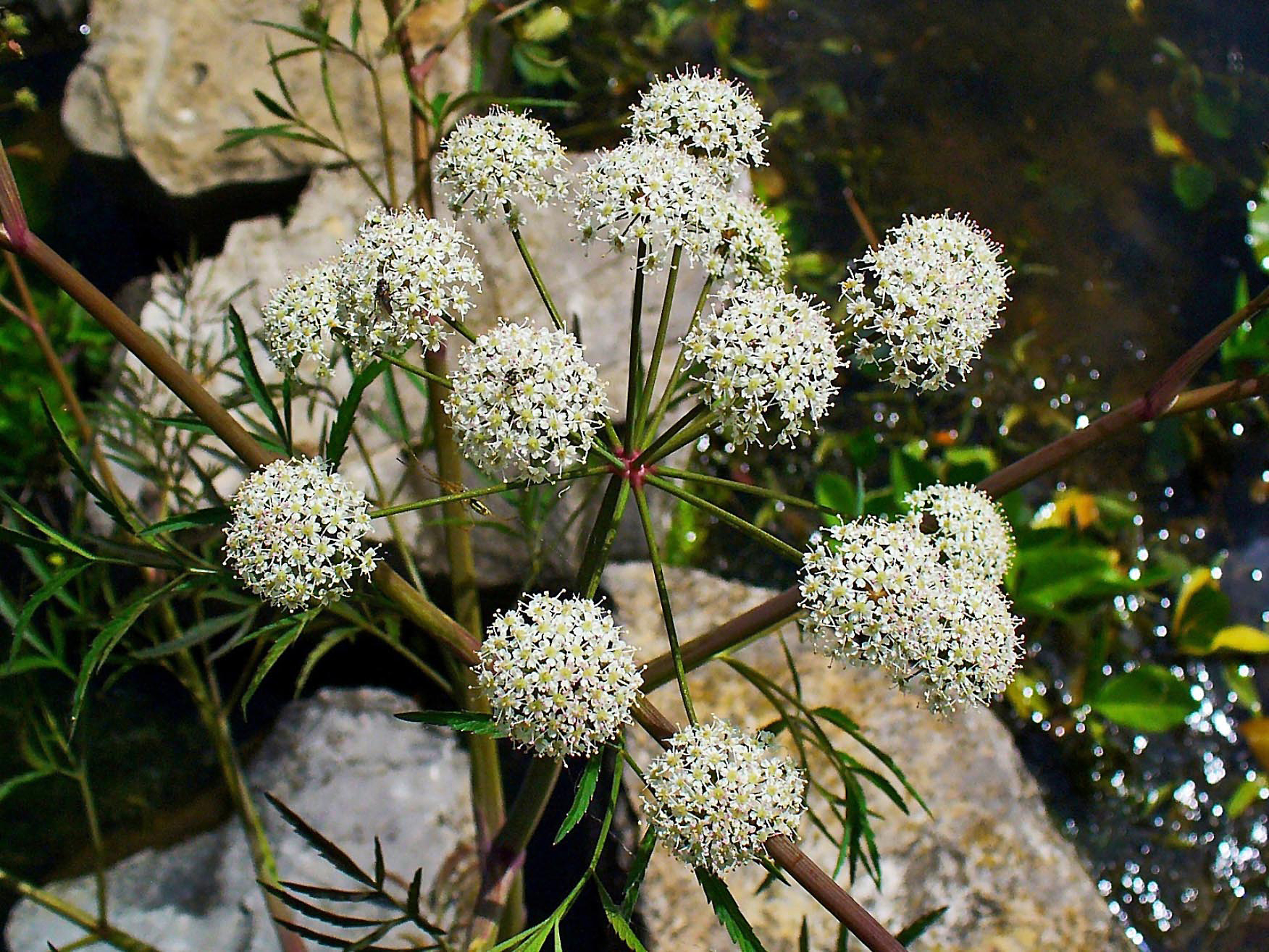
Blommorna är radiärsymmetriska och sitter i sammansatt flock.

De två underarterna blir olika höga. Vanlig sprängört blir mellan 50 och 150 cm och smal sprängört 30–50 cm. De blommar vanligen från juli till augusti och har vita till svagt rosafärgade små blommor i flock med 10 till 20 strålar. Roten är tjock och innehåller flera slemfyllda rum som ger ett karakteristiskt utseende som gör den möjlig att skilja från flera av dess förväxlingsväxter. Växtsaften beskrivs som oljig och gul, den kan ses om roten skärs itu. Stjälken är ihålig och har blad som är ett till treparflikiga med ihåligt skaft och stor bladslida. Bladflikarna är 5 till 10 mm breda, snett lansettlika och är vasst sågade. Frukten är 1,5 till 2,2 mm stor och brungul, nästan klotrund med breda åsar. 
Rotens uppbyggnad med dess hålrum fyllda med luft gör att flytförmågan på vatten är god. Den är dessutom löst förankrad i marken, varför den kan lossna och sprida sig till en ny växtplats långt bort effektivt. 

## Förväxlingsrisk
Växten kan förväxlas med bland annat hundkäx och odört. Sprängörtens blad är mer lansettlika och sågkantiga än hundkäxens, samt har en annorlunda rotform vilket ses om växterna grävs upp. Odört är i Sverige en relativ sällsynt art medan sprängörten är allmänt förekommande. Även vattenmärke (Sium latifolium) är en möjlig växt att förväxla med sprängört, den är också giftig och växer vanligen i närheten av sprängört. Boskap undviker dock denna växt i en högre utsträckning.       

## Toxicitet

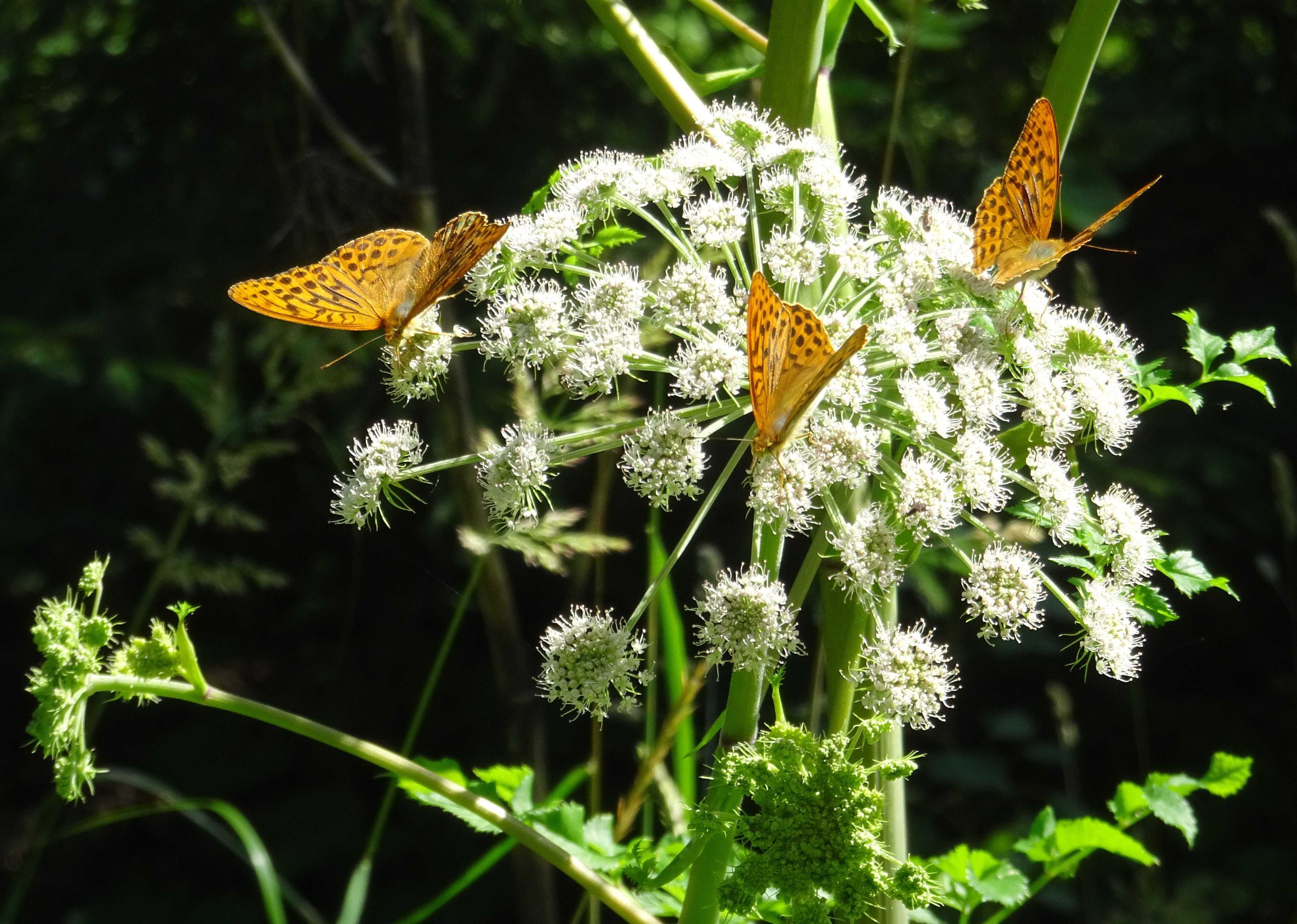
Sprängört med skogspärlemorfjärilar.

Hela växten är mycket giftig, men det är i roten och nedre delen av stjälken som giftet finns koncentrerat i växtsaften. De giftiga kemiska föreningarna är cicutoxin och cicutol, som även vid små mängder ger epilepsiliknande krampanfall och kan leda till döden. Under senhöst och tidig vinter är växten som mest giftig, medan färska blad är något mindre giftiga. Det är ofta boskap som avlider efter att ha förtärt växten, men det har förekommit dödsfall även hos människor. Andra symptom som kan uppstå efter förtäring är magsmärtor, andningssvårigheter och medvetslöshet. Det sägs att sprängört har använts för medicinskt bruk i mycket små mängder mot bland annat mentalsjukdomar. 
Cicutoxin är en giftig kemisk förening som finns naturligt i vissa av de flockblommiga växterna, alla Cicuta-växter producerar giftet. Den kemiska formeln är C17H22O2. Giftet ger störningar i det centrala nervsystemet vilket kan leda till andningssvårigheter och senare dödsfall. Det är en strukturell isomer av giftet oenanthotoxin, som även den återfinns i sprängört. De första symptomen vid förtäring kommer vanligen efter 15–60 minuter och dödsfall kan ske efter redan 15 minuter. 
Ofta får boskapsdjur i sig giftet från växten under år med torka. Då torkar vattnet upp där växten finns och roten blir mer lättillgänglig. Det kan även ske när djur blir utsläppta på nytt bete på våren och kommer i kontakt med växten i diken. Djur undviker inte aktivt växten, utan exempelvis kor och häst tycker speciellt roten är smaklig och äter den gärna. Förgiftning kan även ske om djur dricker av vattnet där växten finns. Detta är främst om någon växt har gått sönder och växtsaften runnit ut i vattnet. Förgiftningsfall är i regel ovanliga. 
Sprängört förblir giftig även efter torkning, vilket har betydelse om man får in växten i hö. Dess betydelse i ensilage är dock ännu okänt.

## Utbredning och ekologi
Sprängört växer alltid i närheten av eller direkt i vatten, den trivs särskilt i näringsrika ler- eller torvbottnar. Den kan återfinnas exempelvis på sjö- och åstränder, gungflypölar, i dammar, kanaler, diken och strandkärr. Dess utbredning i Norden är nästan hela Finland utom fjälltrakterna, små områden i Norge och hela Danmark. I södra Sverige är den allmänt förekommande på våtmarker i näringsrik miljö, norr om Uppland är den tämligen allmän och i fjällen förekommer den inte alls.  Vanlig sprängört (var. virosa) har flest observationer i Östergötland och Södermanland. 
Återfinns sprängört i beten är rekommendationen att gräva upp, torka och bränna växten, alternativt att stängsla runt om den.

## Hot
För beståndet är inga hot kända. Hela populationen anses vara stabil. IUCN listar arten som livskraftig (LC).

## Bildgalleri

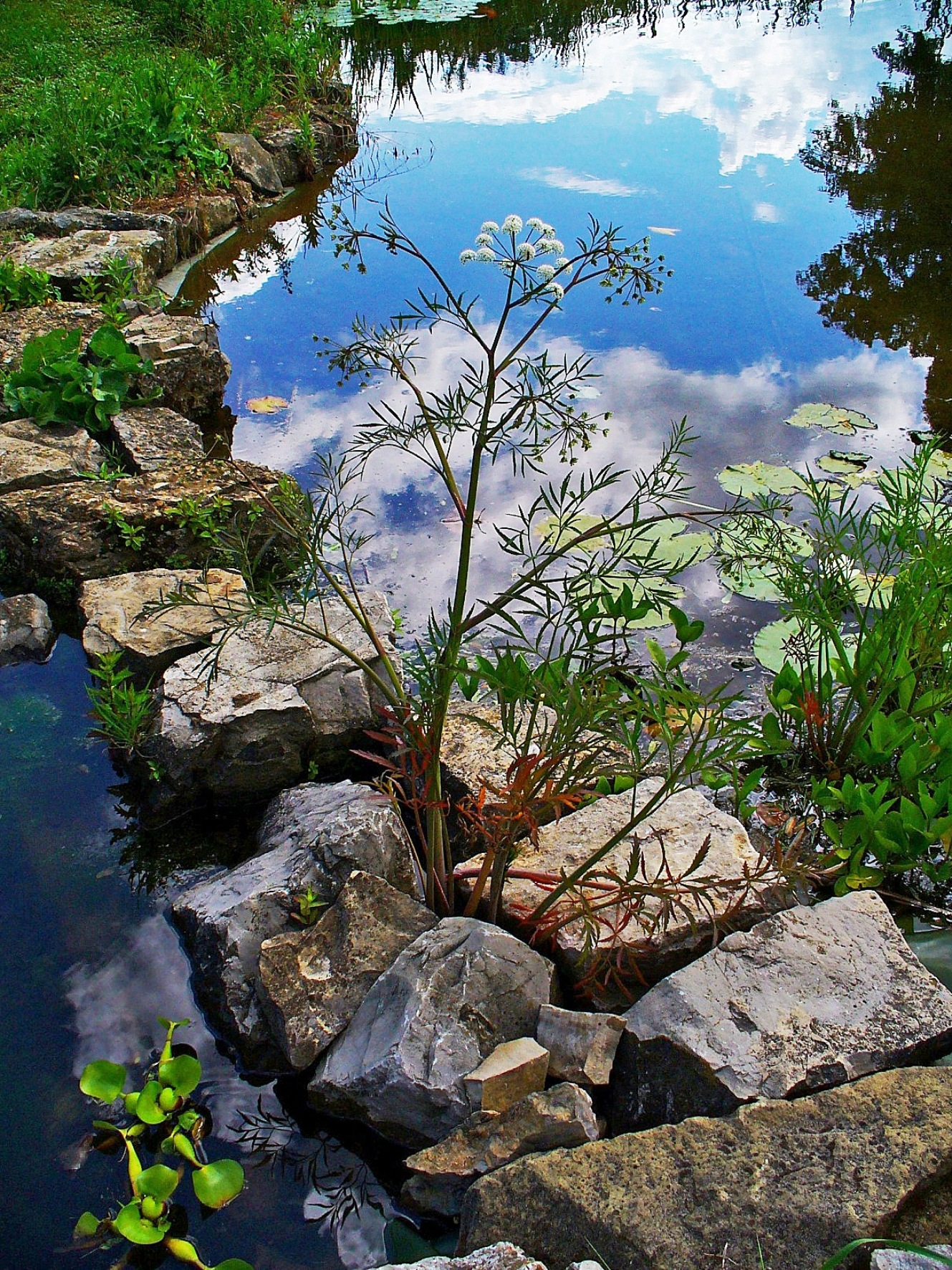
Sprängört.
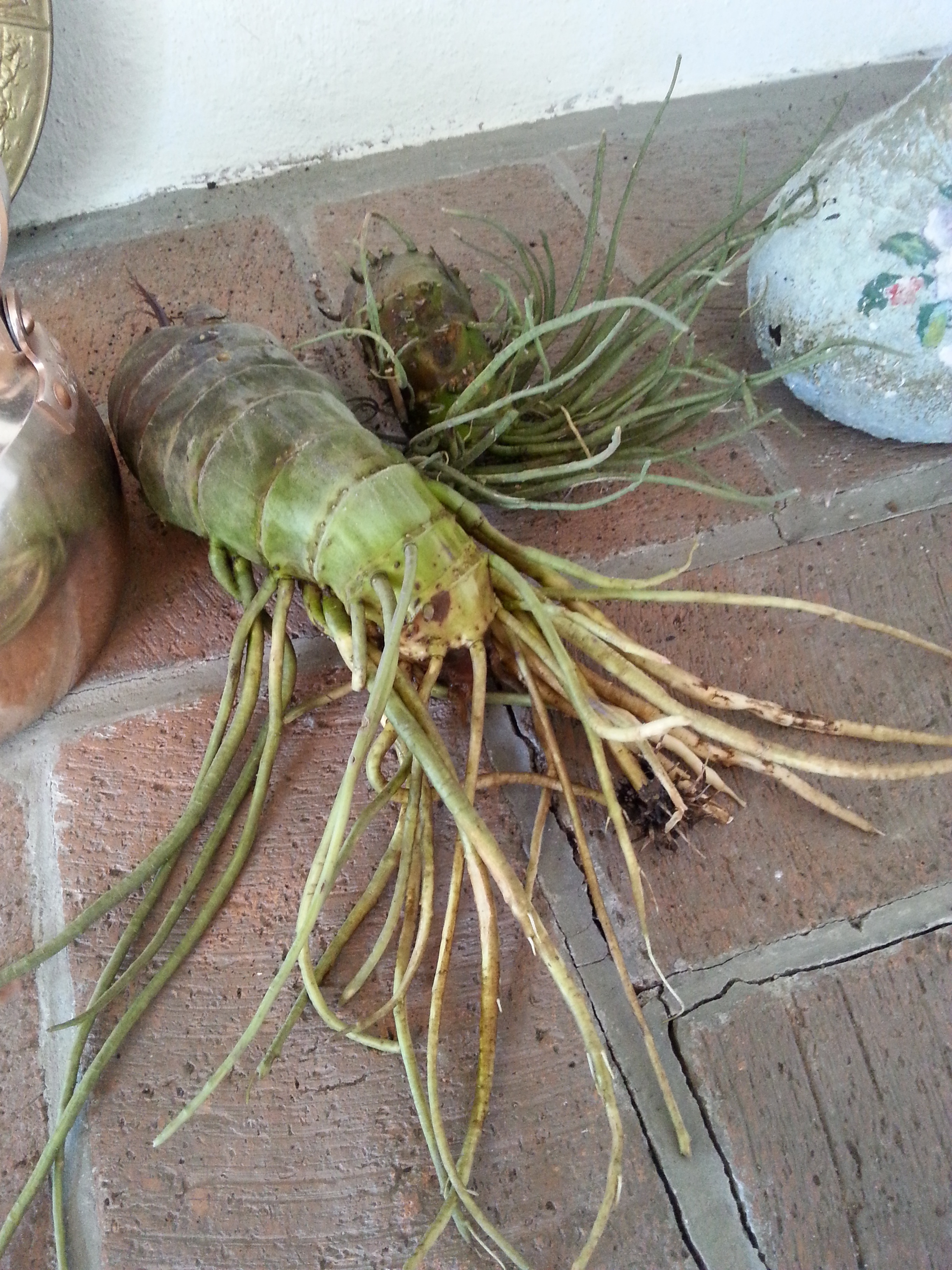
Två sprängörtsrötter.